# NGC 6810
NGC 6819 là tên của một thiên hà xoắn ốc nằm trong chòm sao Khổng Tước. Khoảng cách của thiên hà này đối với trái đất của chúng ta là khoảng xấp xỉ 87 triệu năm ánh sáng. Nó được nhà thiên văn học người Đức John Herschel phát hiện vào ngày 10 tháng 7 năm 1834 và sau đó được nhà thiên văn học người Anh gốc Đan Mạch John Louis Emil Dreyer thêm vào danh sách các thiên thể NGC.
Thiên hà này được phân loại là thiên hà Seyfert loại 2. Tuy nhiên các quan sát theo tia X thì không có chứng cứ nào chứng minh rằng nó có sự hoạt động của nhân thiên hà hoạt động. Và chỉ dựa vào quang phổ quang học thì cũng không thể xác nhận NGC 6810 là một thiên hà Seyfert. Do đó, nó bị phân loại sai. Và khi dựa vào các tính chất của tia X, ánh sáng quang học, IR và sóng vô tuyến thì nó phù hợp với tính chất của một thiên hà có sự hình thành sao với tỉ lệ cực cao. Nó là thiên hà xoắn ốc đời đầu và có khối lượng tương đương với Ngân Hà.
Các quan sát được thực hiện bằng XMM-Newton với NGC 6810 cho thấy có sự phát ra tia X nằm trong đĩa quang học của nó (điều này liên kết chặt chẽ với các vùng hình thành sao) và bên ngoài đĩa quang.

## Dữ liệu hiện tại
Theo như quan sát, đây là thiên hà nằm trong chòm sao Khổng Tước và dưới đây là một số dữ liệu khác:
Xích kinh 19h 43m 34.25s 
Độ nghiêng −58° 39′ 20.12″ 
Giá trị dịch chuyển đỏ 0.006775 
Cấp sao biểu kiến 11.60 
Vận tốc xuyên tâm 2031 ± 10 km/s 
Kích thước biểu kiến 3.2 x 0.9 
Loại thiên hà SA(s)ab:sp 